# پرویز (فیلم)
پرویز فیلمی به کارگردانی مجید برزگر و نویسندگی مجید برزگر و حامد رجبی و بردیا یادگاری ساختهٔ سال ۱۳۹۱ است. این فیلم اولین بار در شصتمین دوره جشنواره فیلم سن‌سباستین به نمایش درآمد و در ایران علی‌رغم مخالفت‌ها در سی و یکمین دوره جشنواره فیلم فجر، خارج از مسابقه و در بخش جشنواره جشنواره‌ها به شکل محدود نمایش داده شد و بسیار مورد استقبال تماشاگران و منتقدان سینمای ایران قرار گرفت.
این فیلم در تاریخ ۱۶ آبان ۱۳۹۳ در سینماهای ایران اکران شده‌است.

## بازیگران
- لوون هفتوان در نقش پرویز
- محمود بهروزیان در نقش پدر پرویز
- حمیرا نونهالی در نقش آذر (زن پدر پرویز)
- ابوذر فرهادی در نقش اشکان
- علی رامز در نقش صاحب خشک‌شویی
- مهدی شیردل

## جوایز
- جایزه ویژه هیئت داوران شصتمین دوره جشنواره فیلم سن‌سباستین ۲۰۱۲
- برنده جایزه نتپک برای بهترین کارگردانی جشنواره فیلم آسیاتیکا رم ۲۰۱۲
- جایزه زردآلوی طلایی جشنواره بین‌المللی فیلم زردآلوی طلایی ایروان ۲۰۱۳
- جایزه قرقاول طلایی بهترین فیلم جشنواره فیلم کرالا ۲۰۱۳
- جایزه سپنتا برای بهترین فیلم، بهترین کارگردانی، بهترین فیلمنامه، بهترین بازیگر نقش اول مرد و بهترین فیلمبرداری جشنواره فیلم نور ۲۰۱۳